# U-390 (tàu ngầm Đức)
U-390 là một tàu ngầm tấn công  Lớp Type VII thuộc phân lớp Type VIIC được Hải quân Đức Quốc Xã chế tạo trong Chiến tranh Thế giới thứ hai. Nhập biên chế năm 1943, nó đã thực hiện được ba chuyến tuần tra và đánh chìm được một tàu chiến phụ trợ có tải trọng 545 GRT. Sau khi diễn ra cuộc Đổ bộ Normandy, U-390 bị các tàu khu trục HMS Wanderer và tàu frigate HMS Tavy thả mìn sâu đánh chìm tại vịnh cửa sông Seine trong eo biển Manche vào ngày 5 tháng 7, 1944.

## Thiết kế và chế tạo

### Thiết kế

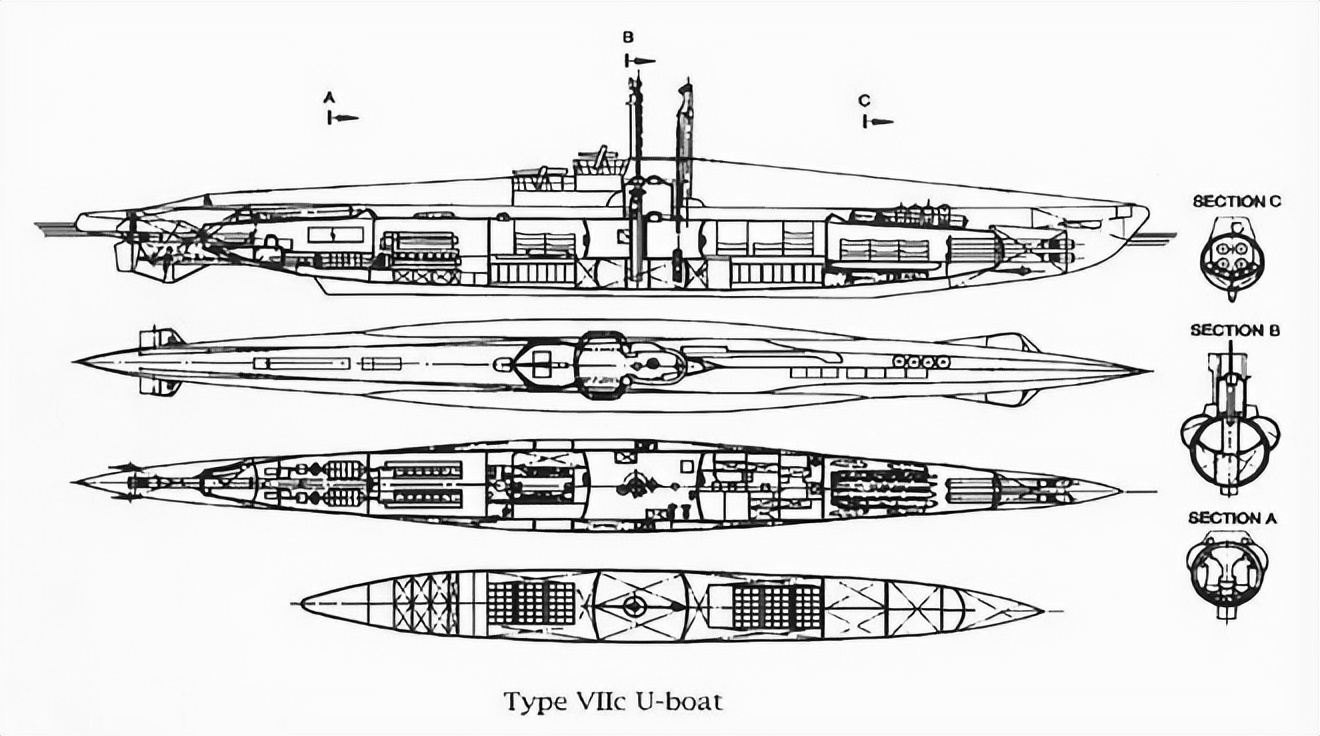
Sơ đồ các mặt cắt một tàu ngầm Type VIIC

Phân lớp VIIC của Tàu ngầm Type VII là một phiên bản VIIB được kéo dài thêm. Chúng có trọng lượng choán nước 769 t (757 tấn Anh) khi nổi và 871 t (857 tấn Anh) khi lặn). Con tàu có chiều dài chung 67,10 m (220 ft 2 in), lớp vỏ trong chịu áp lực dài 50,50 m (165 ft 8 in), mạn tàu rộng 6,20 m (20 ft 4 in), chiều cao 9,60 m (31 ft 6 in) và mớn nước 4,74 m (15 ft 7 in).
Chúng trang bị hai động cơ diesel Germaniawerft F46 siêu tăng áp 6-xy lanh 4 thì, tổng công suất 2.800–3.200 PS (2.100–2.400 kW; 2.800–3.200 bhp), dẫn động hai trục chân vịt đường kính 1,23 m (4,0 ft), cho phép đạt tốc độ tối đa 17,7 kn (32,8 km/h), và tầm hoạt động tối đa 8.500 nmi (15.700 km) khi đi tốc độ đường trường 10 kn (19 km/h). Khi đi ngầm dưới nước, chúng sử dụng hai động cơ/máy phát điện Garbe, Lahmeyer & Co. RP 137/c  tổng công suất 750 PS (550 kW; 740 shp). Tốc độ tối đa khi lặn là 7,6 kn (14,1 km/h), và tầm hoạt động 80 nmi (150 km) ở tốc độ 4 kn (7,4 km/h). Con tàu có khả năng lặn sâu đến 230 m (750 ft).
Vũ khí trang bị có năm ống phóng ngư lôi 53,3 cm (21 in), bao gồm bốn ống trước mũi và một ống phía đuôi, và mang theo tổng cộng 14 quả ngư lôi, hoặc tối đa 22 quả thủy lôi TMA, hoặc 33 quả TMB. Tàu ngầm Type VIIC bố trí một hải pháo 8,8 cm SK C/35 cùng một pháo phòng không 2 cm (0,79 in) trên boong tàu. Thủy thủ đoàn bao gồm 4 sĩ quan và 40-56 thủy thủ.

### Chế tạo
U-390 được đặt hàng vào ngày 21 tháng 11, 1940, và được đặt lườn tại xưởng tàu của hãng Howaldtswerke ở Kiel vào ngày 6 tháng 12, 1941. Nó được hạ thủy vào ngày 23 tháng 1, 1943, và nhập biên chế cùng Hải quân Đức Quốc Xã vào ngày 13 tháng 3, 1943 dưới quyền chỉ huy của Hạm trưởng, Trung úy Hải quân Heinz Geissler.

## Lịch sử hoạt động
Sau khi hoàn tất việc huấn luyện trong thành phần Chi hạm đội U-boat 5, U-390 được điều sang Chi hạm đội U-boat 7 từ ngày 1 tháng 12, 1943 để hoạt động trên tuyến đầu.

### Chuyến tuần tra thứ nhất
Sau khi di chuyển từ Kiel đến cảng Bergen, Na Uy vào đầu tháng 12, 1943, U-390 khởi hành từ cảng này vào ngày 7 tháng 12 cho chuyến tuần tra đầu tiên trong chiến tranh. Nó băng qua khe GIUK giữa quần đảo Faroe và Iceland để vòng qua quần đảo Anh, và hoạt động trong vùng biển Đại Tây Dương về phía Tây Ireland (Khu vực Tiếp cận phía Tây). Kết thúc chuyến tuần tra, chiếc tàu ngầm đi đến cảng St. Nazaire bên bờ Đại Tây Dương của Pháp đã bị Đức chiếm đóng, đến nơi vào ngày 13 tháng 2, 1944. Vào khoảng tháng 4, con tàu được trang bị ống hơi nhằm cải thiện khả năng lặn dưới nước.

### Chuyến tuần tra thứ hai
Ba tuần sau khi diễn ra cuộc Đổ bộ Normandy, U-390 thực hiện chuyến tuần tra ngắn từ ngày 21 đến ngày 24 tháng 6, xuất phát từ St. Nazaire nhưng kết thúc tại cảng Brest, Pháp.

### Chuyến tuần tra thứ ba – Bị mất
U-390 khởi hành từ Brest vào ngày 27 tháng 6 cho chuyến tuần tra thứ ba, cũng là chuyến cuối cùng, để hoạt động tại khu vực đổ bộ. Vào ngày 5 tháng 7,  nó tấn công và đánh chìm tàu đánh cá chống ngầm Anh HMS Ganilly 545 GRT, vốn đang hộ tống cho Đoàn tàu EBC-30, ở vị trí khoảng 12 nmi (22 km) về phía Đông Nam Barfleur; toàn bộ 39 người bên trên HMS Ganilly đều tử trận. Cùng ngày hôm đó, chiếc tàu ngầm bị các tàu khu trục HMS Wanderer và tàu frigate HMS Tavy thả mìn sâu đánh chìm tại vịnh cửa sông Seine trong eo biển Manche, tại tọa độ 49°52′B 0°48′T / 49,867°B 0,8°T. 49 thành viên thủy thủ đoàn của U-390 đã tử trận, chỉ có một người duy nhất sống sót được Wanderer cứu vớt và bắt làm tù binh chiến tranh.

### "Bầy sói" tham gia
U-390 từng tham gia bốn bầy sói:
- Coronel 2 (15 – 17 tháng 12, 1943)
- Rügen 3 (23 tháng 12, 1943 – 7 tháng 1, 1944)
- Rügen (7 – 26 tháng 1, 1944)
- Stürmer (26 tháng 1 – 3 tháng 2, 1944)

### Tóm tắt chiến công
U-390 đã đánh chìm được một tàu chiến phụ trợ tải trọng 545 GRT:
| Ngày            | Tên tàu     | Quốc tịch              | Tải trọng | Số phận |
| --------------- | ----------- | ---------------------- | --------- | ------- |
| 5 tháng 7, 1944 | HMT Ganilly | Hải quân Hoàng gia Anh | 545       | Sunk    |